# M1 아스트레이
M1 아스트레이(영어: M1 Astray, 일본어: M1アストレイ)는 TV 애니메이션 《기동전사 건담 SEED》에 등장하는 모빌 슈트(MS)로 분류되는 가공의 유인 조종식 인간형 로봇 병기의 하나이다.
메카닉 디자인은 오오카와라 쿠니오가 담당하였다.

## 기체 해설
오브군의 양산형 모빌 슈트(MS)로 "아스트레이(P0 시리즈)" 및 G 병기의 개발 데이터를 이용해 지상에서 개발되었다.
개발 시 자프트로부터 유입된 기술자들도 협력했기 때문에 진을 계승하는 범용성을 가지게 되었다. 재설계에서 생산성에 방해가 되는 요소들은 생략되었다. 아스트레이가 가지고 있던 옵션 교환 기능의 생략, 장갑 부분이나 가동 범위의 축소, 센서 기능의 다운 그레이드 등이다. 또한 휴대 화기도 기본적인 총격, 참격 병장으로 제한되었다. P0 시리즈보다 기체 구조가 단순화된 만큼 신뢰성 및 정비성이 뛰어나다. 프레임 색상은 오브군의 네추럴용 기체로 빨간색을 제정하고 있다.

## 같이 보기
- 기동전사 건담 SEED

## 주해
1. ↑  《기동전사 건담 SEED》 시리즈에서 설정을 담당한 시모무라 케이지는 서적 기사에서 M1 아스트레이와 P0 시리즈의 개발은 같은 시기에 이루어졌다고 말했다. 또한 카가리 유라 아스하는 지상에서의 개발을 목격하고, 헬리오폴리스로 향했다고 한다.[2]
2. ↑  몸통 뒤쪽, 어깨 뒷면, 팔뚝 앞면, 대퇴부 측면과 뒷면, 정강이 부분과 둘레는 P0 시리즈와 마찬가지로 장갑이 없으며 프레임이 노출되어 있다.
3. ↑  그러나 M1A 아스트레이와 같이 내추럴이 다른 색상의 기체에 등장한 케이스도 볼 수 있다.[6]